# بابا خالدار
بابا خالدار فیلمی به کارگردانی و نویسندگی مسعود اسدالهی محصول سال ۱۳۵۴ است.

## خلاصه داستان
عبدول (مسعود اسدالهی)، که به دختری کولی به نام لیلا (آرام) علاقه دارد، قبل از مرگ پدرخوانده‌اش، با خبر می‌شود که مادرش (ایرن زازیانس) قبل از ازدواج با او بیست و پنج سال پیش صیغه مرد متمولی بوده‌است…

## بازیگران
- مسعود اسدالهی
- همایون
- ایرن زازیانس
- آرام
- رضا کرم رضایی
- محسن مهدوی
- نعمت‌اله گرجی
- توکلی
- اکبر جنتی شیرازی
- رحیم روشنیان
- آمنه
- کریم نشاط
- مجید
- اردشیر پهلوان